# Hiroshi Kanda
Hiroshi Kanda (romaniza de 神田啓史) (1946) es un briólogo, botánico y ecólogo japonés que trabaja académicamente en el Departamento de Botánica de la National Institute of Polar Res., especializándose en la familia Amblystegiaceae. También es experto en ecología terrestre antártica.

## Algunas publicaciones
- 1979. Regenerative Development in Culture of Antarctic Plants of Ceratodon Purpureus (Hedw.) Brid.

- 1976. The Spore Germination and the Protonema Development in Some Species of the Hypnobryales (Musci)

- 1975. A Revision of the Family Amblystegiaceae of Japan. J. of sci. of the Hiroshima Univ.: botany 15 (2)

### Libros
- sakae Kudoh, yukiko Tanabe, hiroshi Kanda. 2009. Limnological Parameters in Skarvsnes Lakes Between the 48th and 49th Japanese Antarctic Research Expedition in 2007-2008: Long-term Monitor Study. JARE data reports 310. Ed. Nat. Inst. of Polar Res. 78 pp.

- shuji Ohtani, hiroshi Kanda, yoshio Ino. 1990. Microclimate data measured at the Yukidori Valley, Langhovde, Antarctica in 1988-1989. JARE data reports 152. Ed. Nat. Inst. of Polar Res. 216 pp.

- 1987. Catalog of Moss Specimens from Antarctica and Adjacent Regions: Housed Mainly in the Herbarium of the National Institute of Polar Res. Ed. National Inst. of Polar Res. 	186 pp.

- La abreviatura «Kanda» se emplea para indicar a Hiroshi Kanda como autoridad en la descripción y clasificación científica de los vegetales.[2]